# Solesmes (Nord)
Solesmes és un municipi francès, situat a la regió dels Alts de França, al departament del Nord. L'any 2006 tenia 4.604 habitants. Limita al nord amb Vertain i Vendegies-sur-Ecaillon, al nord-est amb Romeries, a l'est amb Beaurain i Vendegies-au-Bois, al sud-est amb Croix-Caluyau, al sud amb Briastre i Neuvilly, al sud-oest amb Viesly, a l'oest amb Saint-Python i al nord-oest amb Haussy.

## Fills il·lustres
- François Delsarte (1811-1871) cantant i músic.

## Demografia
| Evolució de la població Ehess i INSEE |       |       |       |       |       |       |       |       |
| 1793                                  | 1800  | 1806  | 1821  | 1831  | 1836  | 1841  | 1846  | 1851  |
| 3 215                                 | 3 848 | 3 941 | 4 611 | 4 995 | 4 997 | 5 295 | 5 627 | 5 579 |

| 1856  | 1861  | 1866  | 1872  | 1876  | 1881  | 1886  | 1891  | 1896  |
| ----- | ----- | ----- | ----- | ----- | ----- | ----- | ----- | ----- |
| 5 677 | 6 000 | 6 230 | 6 202 | 6 443 | 6 390 | 6 413 | 6 241 | 6 322 |

| 1901  | 1906  | 1911  | 1921  | 1926  | 1931  | 1936  | 1946  | 1954  |
| ----- | ----- | ----- | ----- | ----- | ----- | ----- | ----- | ----- |
| 6 081 | 5 910 | 6 247 | 5 311 | 5 740 | 5 655 | 5 750 | 5 242 | 5 722 |

| 1962  | 1968  | 1975  | 1982  | 1990  | 1999  | 2006 | 2011 | 2016 |
| ----- | ----- | ----- | ----- | ----- | ----- | ---- | ---- | ---- |
| 6 042 | 6 042 | 5 740 | 5 328 | 4 892 | 4 767 | -    | -    | -    |

| 2019 | - | - | - | - | - | - | - | - |
| ---- | - | - | - | - | - | - | - | - |
| -    | - | - | - | - | - | - | - | - |

## Administració
| Període | Identitat     | Partit |
| ------- | ------------- | ------ |
| 2001-   | Serge Machepy | UMP    |